# Platylabops reconditus
Platylabops reconditus är en stekelart som först beskrevs av Berthoumieu 1904.  Platylabops reconditus ingår i släktet Platylabops och familjen brokparasitsteklar. Inga underarter finns listade i Catalogue of Life.